# Triode (électronique)
Pour les articles homonymes, voir Triode.
 (décembre 2023).
Si vous disposez d'ouvrages ou d'articles de référence ou si vous connaissez des sites web de qualité traitant du thème abordé ici, merci de compléter l'article en donnant les références utiles à sa vérifiabilité et en les liant à la section « Notes et références ».

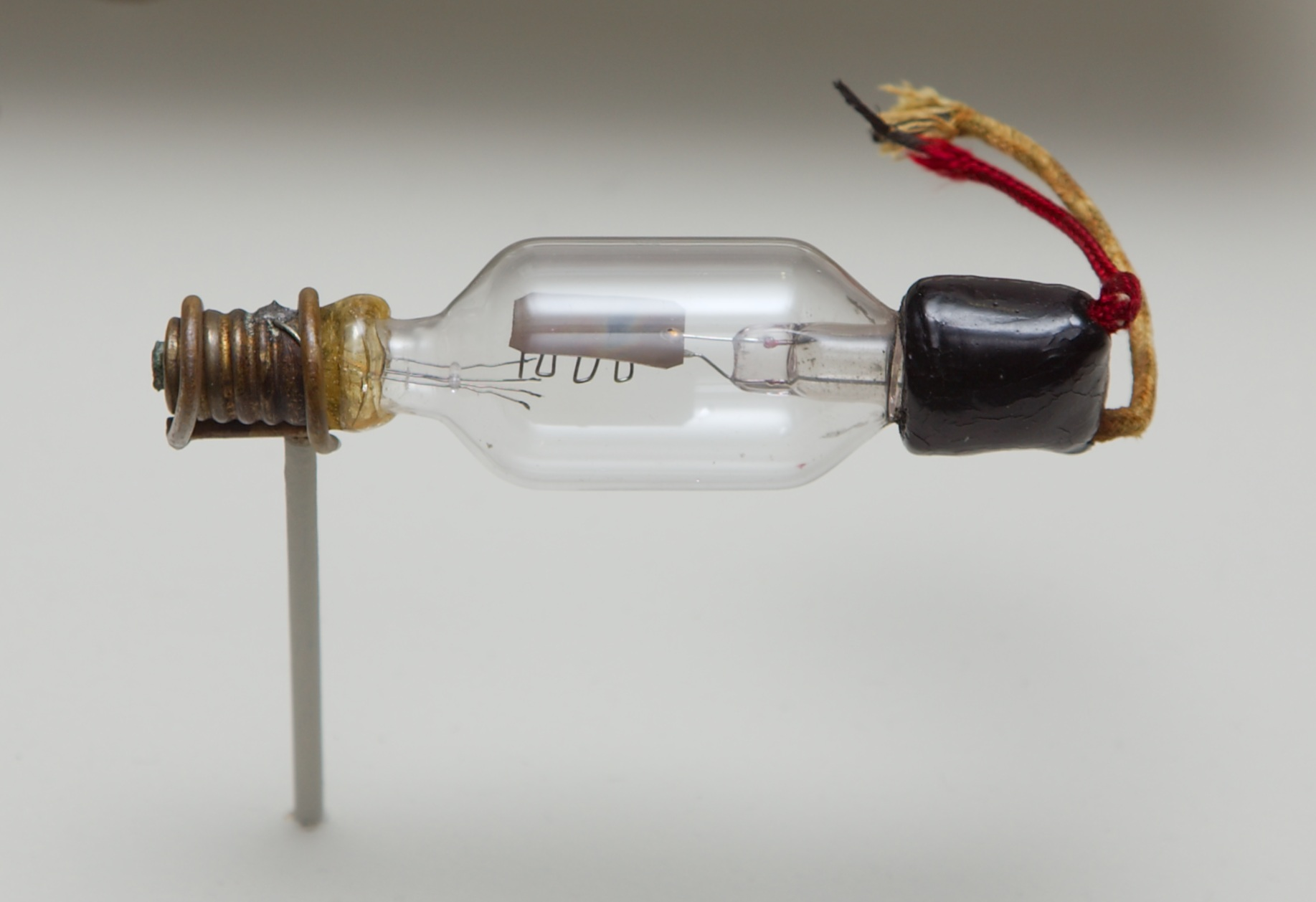
L'Audion de Lee De Forest, 1906.

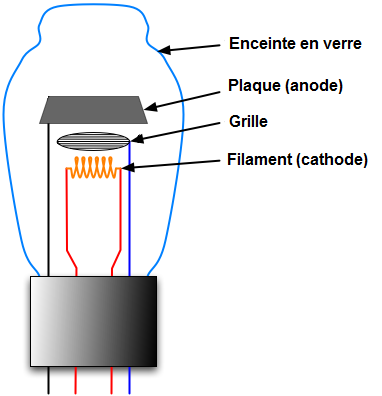
Triode à chauffage direct

La lampe triode est le premier dispositif amplificateur d'un signal électronique. L'ingénieur américain Lee De Forest est l'inventeur, en 1906, de cette lampe qu'il nomme Audion. C'est le physicien W. H. Eccles qui donne le nom de triode à cette lampe à trois électrodes.

## Fonctionnement
La triode se compose d'une cathode, émettrice à chaud d'électrons, d'une anode réceptrice et d'une grille placée entre les deux, le tout dans un tube dans lequel on a fait le vide. 
- La cathode est un filament incandescent ou une plaque chauffée par un tel filament. Le chauffage de la cathode fournit suffisamment d'énergie à ses électrons pour leur permettre de se libérer du support et former un nuage électronique autour de la cathode (on parle d'émission cathodique).

L'application d'une différence de potentiel entre cathode et anode accélère ces électrons (négatifs) vers l'anode (positive) et forme un courant de quelques milliampères dans le circuit.
- L'interposition d'une grille entre les deux électrodes permet, en modulant son potentiel, de favoriser ou restreindre le passage des électrons. Le grand intérêt de cette disposition est qu'une petite variation de potentiel sur la grille provoque une grande variation du courant récolté par l'anode : c'est le principe de l'amplification. En jouant sur les caractéristiques géométriques de la lampe, on peut ajuster ce facteur d'amplification (le gain).

## Caractéristiques de la triode
Le facteur d'amplification μ d'une triode exprime le rapport entre la tension amplifiée sur l'anode et la tension d'entrée appliquée à la grille :
{\displaystyle \mu ={U_{a} \over U_{g}}}
Il est aussi égal au rapport entre la capacité parasite grille-cathode {\displaystyle C_{gc}} et la capacité parasite anode-cathode {\displaystyle C_{ac}} :
{\displaystyle \mu ={C_{gc} \over C_{ac}}}.
Cette deuxième équation montre qu'une diminution de la distance entre la grille et la cathode fait croître le facteur d'amplification du tube, car cela a pour effet d'augmenter la capacité entre la grille et la cathode.
La loi de Child-Langmuir  permet de décrire le courant d'anode d'une triode :
{\displaystyle I_{a}=A\left(\mu U_{g}+U_{a}\right)^{\frac {3}{2}}}
où A est une constante qui dépend de la géométrie du tube.
De l'expansion de Taylor de cette équation au voisinage du point de travail du tube, on trouve :
{\displaystyle \Delta I_{a}={\tfrac {\partial I_{a}}{\partial U_{g}}}\Delta U_{g}+{\tfrac {\partial I_{a}}{\partial U_{a}}}\Delta U_{a}=g_{m}\Delta U_{g}+{\tfrac {1}{r_{a}}}\Delta U_{a}}
La première dérivée partielle de cette équation est la pente de la caractéristique de transfert au point d'opération et elle est appelée la conductance mutuelle {\displaystyle g_{m}} ou transconductance, laquelle s'exprime en siemens (unité nommée mho avant 1971), ou plus communément en mA/V (1 mmho = 1 mA/V). La deuxième dérivée partielle est la pente S de la caractéristique d'anode.
Cependant dans le métier, on a gardé l'appellation « pente S » (en mA/V) pour désigner, en Europe, l'équivalent de la transconductance, aux États-Unis. 
La réciproque de cette pente est appelée la résistance interne d'anode {\displaystyle r_{a}} et s'exprime en ohms.
Pour {\displaystyle \Delta I_{a}=0} et en introduisant ces définitions, cette équation peut s'écrire :
{\displaystyle 0=g_{m}\Delta U_{g}+{\tfrac {1}{r_{a}}}\Delta U_{a}}
ou
{\displaystyle g_{m}r_{a}=-{\frac {\Delta U_{a}}{\Delta U_{g}}}}.
Le terme de droite est équivalent à la définition du facteur d'amplification, soit le produit de la pente x par la résistance interne appelé µ. Le signe {\displaystyle -} signifie que la tension d'anode diminue quand la tension de grille augmente. Cette dernière équation peut être écrite {\displaystyle \mu =r_{a}g_{m}}, une formule très utile pour retrouver l'un des paramètres du tube quand les deux autres sont connus.

## Applications

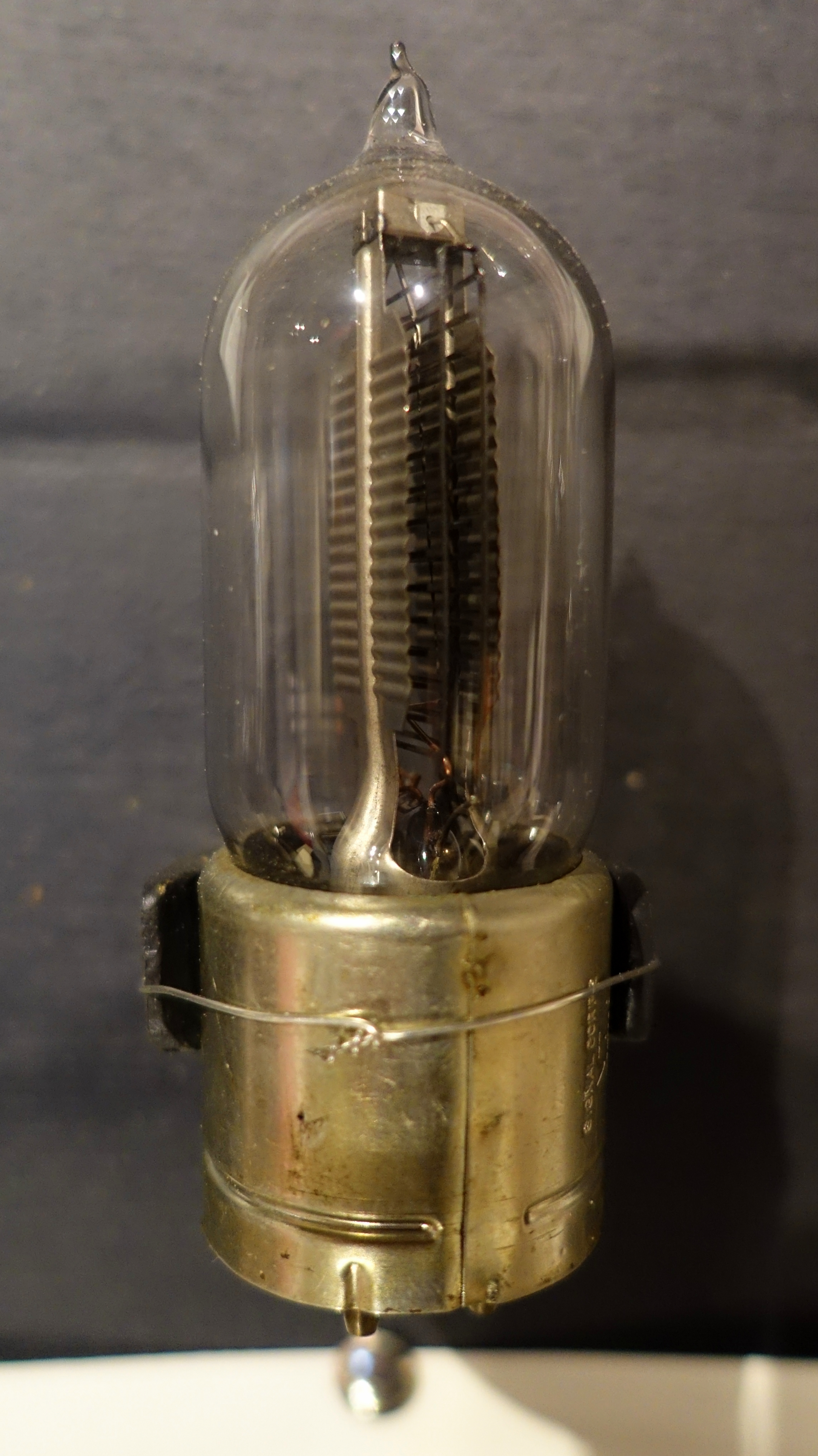
Une triode Western Electric de 1917.

Cette invention a permis l'apparition du cinéma parlant, de la TSF (radio), et plus tard de l'informatique (en utilisant la triode comme interrupteur « tout ou rien », et remplaçant les relais, beaucoup moins rapides), ainsi que des progrès dans les communications téléphoniques en permettant une amplification importante des signaux sans effet de distorsion.
La triode fut vite perfectionnée par ajout d'une deuxième grille (on l'appelle alors tétrode), puis d'une troisième grille supplémentaire pour éviter des effets indésirables, notamment l'effet « dynatron ». Ce tube appelé pentode est rapidement adopté dans la plupart des amplificateurs à tubes pour son meilleur rendement. Malgré la nécessité de remplacer régulièrement les tubes, dont la cathode s'épuise (durée ~~ 2000h), ceux-ci sont toujours utilisés aujourd'hui, et très appréciés des guitaristes (amplificateurs) et des amateurs de hi-fi (puissance)  en raison de leurs excellentes qualités pour la reproduction du son, parmi lesquelles on peut noter :
- un spectre harmonique large en régime linéaire ;
- une bonne réponse aux phénomènes transitoires, produisant un son plus naturel ;
- accessoirement, une entrée en saturation douce lors de l'écrêtage (bien qu'il ne soit pas d'usage en hi-fi d'entrer dans les zones de saturation et d'écrêtage, si l'on excepte le cas assez particulier des amplis en classe B).

En dehors du domaine restreint des collectionneurs et des mélomanes, la triode est largement utilisée comme amplificateur de forte puissance (500 W et au-delà) jusqu'à 100 MHz environ, en montage « grille commune ». Elle a l'avantage d'une absence de neutrodynage contrairement à la pentode. Les triodes pour amplificateurs linéaires HF peuvent fournir de 500 W à 15 kW.

## Modèles courants

### Principales triodes utilisées en audio

#### Pour les préamplificateurs
| Type                                                    | {\displaystyle \mu } | {\displaystyle r_{a}} en {\displaystyle k\Omega } | {\displaystyle g_{m}} en mA/V | Pa max en W | Ua max en V |
| ------------------------------------------------------- | -------------------- | ------------------------------------------------- | ----------------------------- | ----------- | ----------- |
| ECC83-12AX7 double triode à fort {\displaystyle \mu }   | 100                  | 62                                                | 1,6                           | 1,2         | 300         |
| ECC82-12AU7 double triode à faible {\displaystyle \mu } | 17                   | 7,7                                               | 2,2                           | 2,75        | 300         |
| ECC81-12AT7 double triode à {\displaystyle \mu } moyen  | 60                   | 11                                                | 5,5                           | 2,5         | 300         |

#### Pour les amplificateurs (puissance)
| Type                     | {\displaystyle \mu } | {\displaystyle r_{a}} en {\displaystyle \Omega } | {\displaystyle g_{m}} en mA/V | Pa max en W | Ua max en V |
| ------------------------ | -------------------- | ------------------------------------------------ | ----------------------------- | ----------- | ----------- |
| 845 triode de puissance  | 5,3                  | 1700                                             | 3,1                           | 100         | 1250        |
| 300B triode de puissance | 3,85                 | 700                                              | 5,5                           | 40          | 450         |

### Principales triodes industrielles

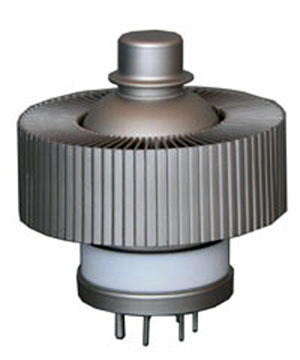
Eimac 3CX1500A7

- 3CW30000H3 dissipation maximale 30 kW à 100 MHz
- 3CW20000A7 dissipation maximale 20 kW à 140 MHz
- 3CX15000H3 dissipation maximale 15 kW à 90 MHz
- 3CX10000A7 dissipation maximale 10 kW à 160 MHz
- 8161R dissipation maximale 4 kW à 110 MHz
- 833A dissipation maximale 0,4 kW à 30 MHz
- TH5-4 dissipation maximale 4 kW à 110 MHz
- TH6-3 dissipation maximale 10 kW à 140 MHz
- 3-500Z dissipation maximale 1000 W à 50 MHz

(valeurs indicatives pouvant varier selon le fabricant)